# Museum der Moskauer Eisenbahn (Pawelezer Bahnhof)
Das  Museum der Moskauer Eisenbahn (russisch Музей Московской железной дороги) liegt in einem Park direkt neben der Pawelezer Bahnhof in Moskau. Das Museum ist nach einem Umbau seit Januar 2012 wieder öffentlich zugänglich.

## Überblick
Das Museum hieß früher Lenins-Bestattungszug-Museum. Das Hauptausstellungsstück ist nach wie vor Wladimir Lenins Bestattungszug, einschließlich der 4-6-0 Dampflokomotive U-127 (russisch Y-127) und Lenins Leichentransportwagen Nr. 1691.
Die russische Lokomotive der Klasse U war eine Dampflokomotive mit einem von Alfred de Glehn entwickelten Vierzylinder-Verbundtriebwerk, die 1906 gebaut wurde. Zwischen 1906 und 1916 wurden insgesamt 62 Lokomotiven der U-Klasse in der Putilow-Fabrik, dem späteren Kirowwerk, gebaut. Anfang 1940 zählte der Bestand noch 47 Lokomotiven der Klasse U. Die letzten Lokomotiven wurden 1952 außer Betrieb genommen.
Die Lok U-127 wurde bei der Bestattung von Lenin benutzt, um seine Leiche für sein Begräbnis nach Moskau zurückzubringen, weshalb sie anschließend ausgestellt wurde und wie Lenin selbst in perfektem Zustand erhalten blieb. Seit 1948 wurde sie nicht mehr in Betrieb genommen.
Die Lokomotive U-127 wurde 1910 mit der Baureihennummer 1960 gebaut und war für die Taschkenter Eisenbahn bestimmt. U-127 war die erste und bis in die 1980er Jahre die einzige restaurierte russische Lokomotive der Sowjetunion. Sie ist die einzige erhaltene Lokomotive der russischen U-Klasse. Die andere restaurierte Lokomotive ist die H2 293 im Finnischen Bahnhof in Sankt Petersburg. Die H2 293 wurde von den Richmond Locomotive Works in den USA für die finnische Staatsbahn gebaut.
Die Ausstellung wurde inzwischen erweitert und zeigt Sammlungsstücke der Moskauer Eisenbahn sowie anderer russischer Eisenbahnen von den ersten Anfängen bis heute. Es werden Uniformen, Modelle, Dokumente, Fotos und andere Sammlungsstücke gezeigt.

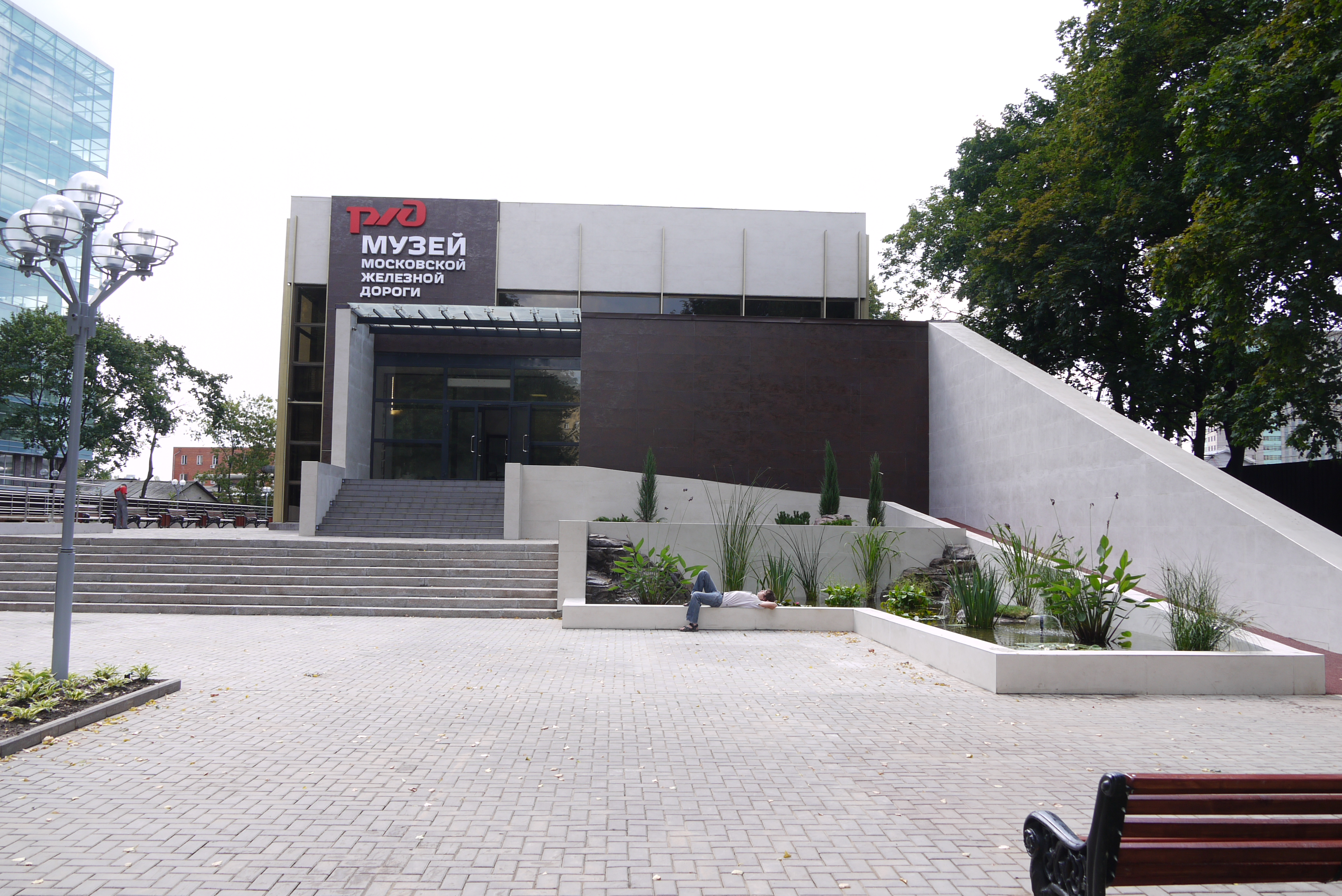
Museumsgebäude, 2011
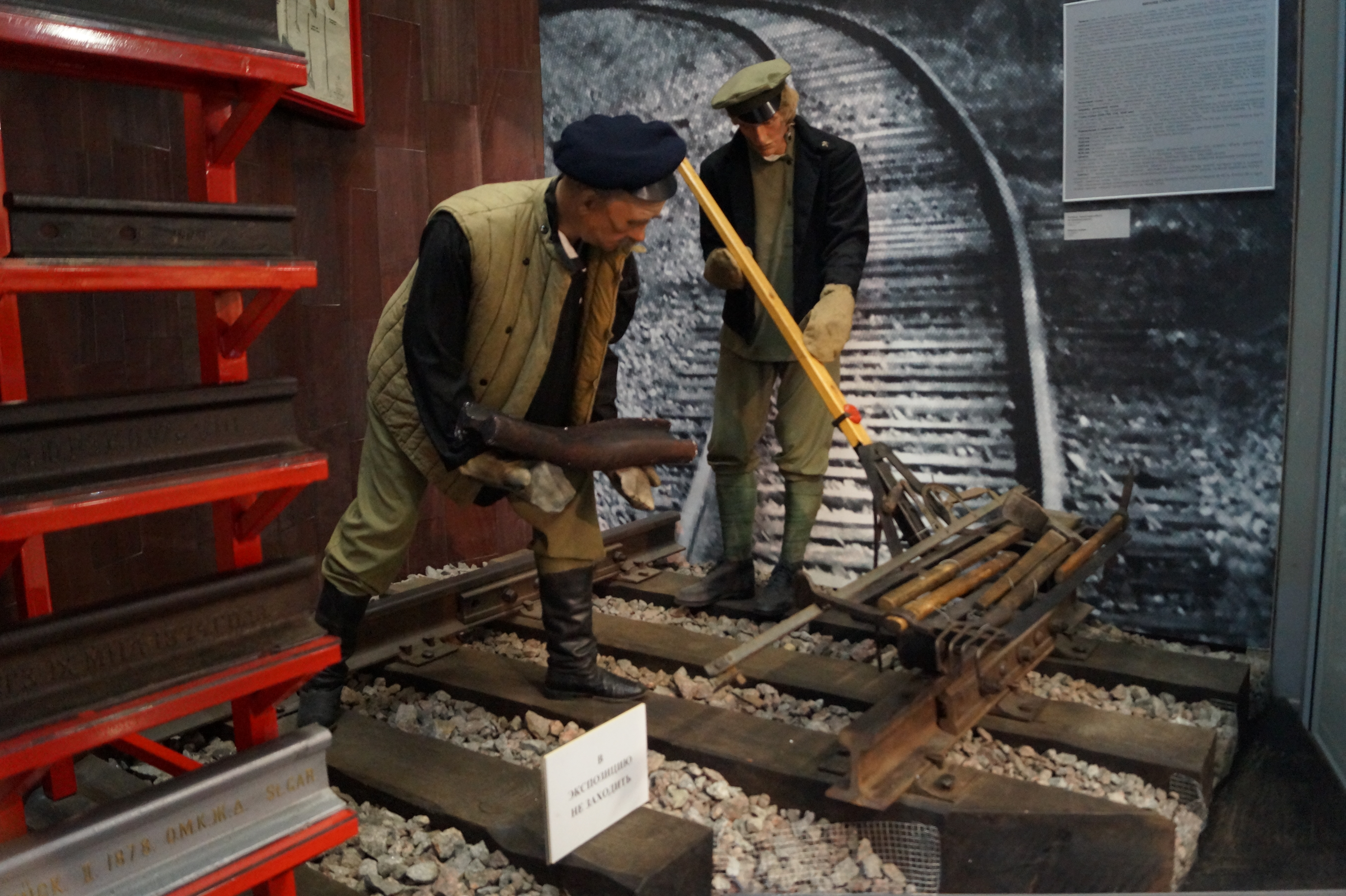
Gleisbauarbeiter
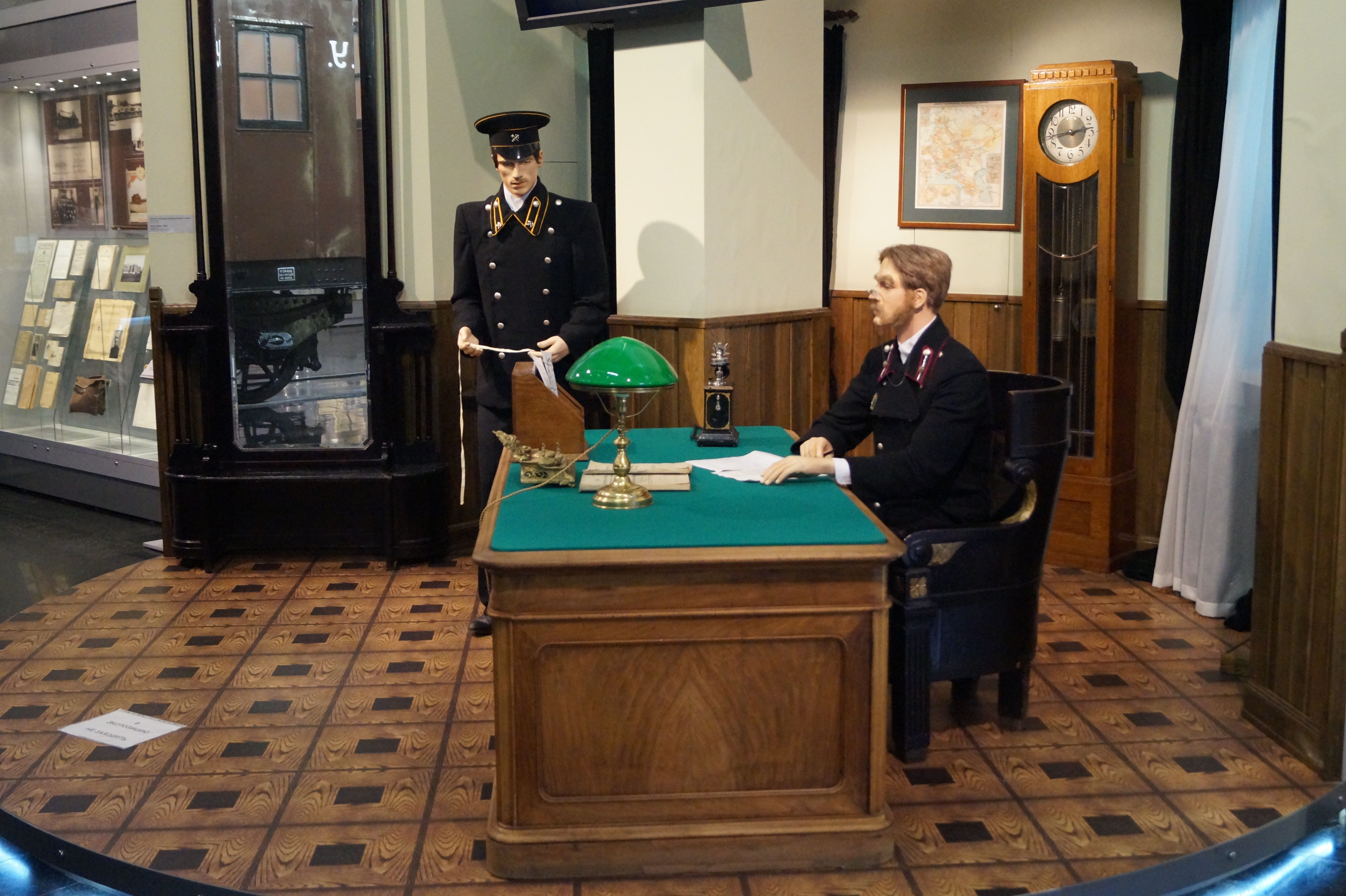
Bahndienststelle im 19. Jahrhundert
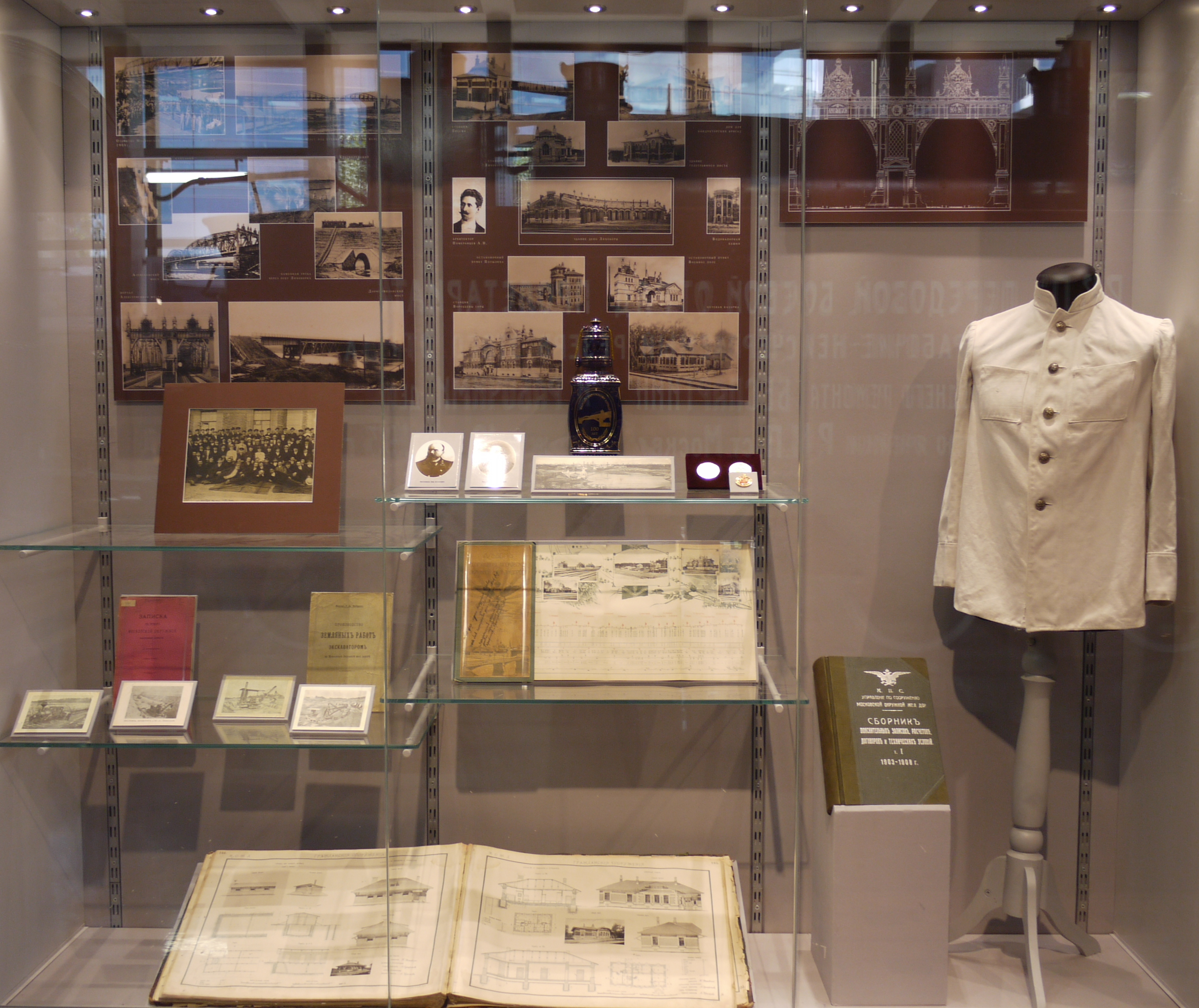
Vitrine mit Ausstellungsstücken
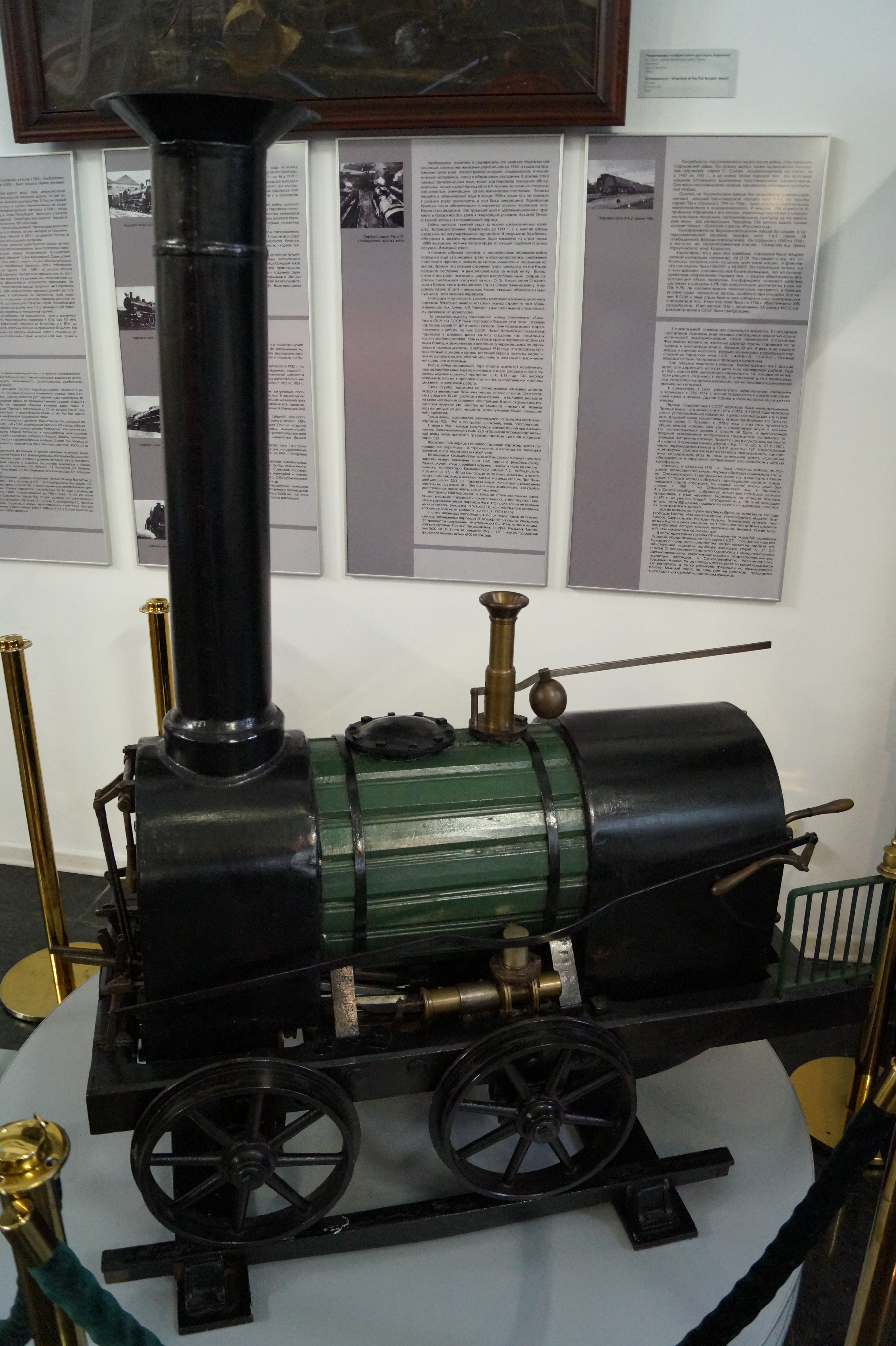
Modell von Tscherepanows Dampflok